# Brillare da sola
Brillare da sola è un singolo del gruppo musicale italiano Le Deva e racconta il coraggio delle donne, composto da Marco Rettani, Tony Maiello, Enrico Palmosi, un brano di genere pop.

## Video musicale
Il videoclip ufficiale del brano è stato caricato su YouTube il 23 ottobre 2020.